# Англо-іспанська війна (1761—1763)
Англо-іспанська війна — військовий конфлікт між Королівством Великої Британії та Іспанією, частина Семирічної війни. Тривав з грудня 1761 до лютого 1763, закінчився підписанням Паризької мирної угоди.

## Передісторія та причини
Після початку війни між Францією та Британію в 1756 Іспанія дотримувалася нейтральності. Прем'єр-міністру короля Фердинанда VI Рікардо Волу вдалося стримати політику профранцузької партії при дворі, метою якою було приєднання Іспанії до війни на боці Франції. В свою чергу, Британія запропонувала іспанцям Гібралтар в обмін на їхній союз та допомогу у відвоюванні Менорки, проте ця пропозиція була відхилена.
Ситуація кардинально змінилася після смерті короля в 1759 та приходу до влади його набагато більш амбітного брата Карла. Однією з головних цілей політики Карла було збереження Іспанії як імперії та, таким чином, підтримка її реноме великої держави в Європі.
До 1761 Британія здобула значну перевагу в ході бойових дій, що позначилося на Іспанії — британські корсари почали захоплювати кораблі в іспанських територіальних водах, вимагаючи компенсації за них.
Побоюючись, що перемога Британії над Францією змінить баланс колоніальних сил, в серпні 1761 Іспанія підписала Сімейну угоду з Францією (обидві країни знаходилися під владою різних гілок Бурбонів, звідки й назва союзу), внаслідок чого вступила у війну з Британією в січні 1762.

## Перебіг війни
Після оголошення війни між Францією та Великою Британією у 1756 році Іспанія зберігала нейтралітет. Прем'єр-міністр іспанського короля Фердинанда VI Рікардо Уолл ефективно протистояв французькій стороні, яка хотіла вступити у війну на боці Франції. Геополітична ситуація змінилася, коли Фердинанд VI помер у 1759 році, і йому на зміну прийшов його молодший зведений брат Карл III Іспанський. Карл був більш амбітним, ніж його самовдоволений брат, і одним з головних об'єктів зовнішньої політики Карла було подальше виживання Іспанії як імперської держави, а отже, як сили, з якою слід рахуватися в Європі. Він був стурбований поразками Франції у війні, підозрюючи, що це порушить баланс сил. Між Францією та Іспанією було укладено домовленість про захоплення Португалії, яка залишалася нейтральною, проте була важливим союзником Британії. Франція сподівалася відтягнути таким чином британські сили. 9 травня 1762 Іспанія вдерлася в Португалію та захопила місто Алмейда, змусивши Велику Британію відправити в Португалію армію з 8000 вояків, проте це було єдиним досягненням.
Вступ Іспанії у війну дозволив британцям розпочати наступ на іспанські колонії. Британський експедиційний корпус захопив Гавану та чотирнадцять лінійних кораблів, більшу частину іспанського флоту на Карибах. Через півтора місяця британці захопили Манілу, таким чином отримавши контроль над столицями як Іспанської Вест-Індії, так і Іспанської Ост-Індії, серйозно похитнувши міжнародний авторитет Іспанії.

## Результати та наслідки
Після встановлення британського контролю над Канадою в результаті Франко-індіанської війни Франція передала Іспанії Луїзіану за угодою в Фонтенбло в 1762.
Війну було закінчено підписанням Паризької мирної угоди в 1763, в результаті якої Флорида та Менорка перейшли під владу Британії, Іспанія також була змушена залишити Португалію та Бразилію, в той час як Британія звільнила Кубу.